# 호카 오네 오네
호카 오네 오네(Hoka One One) 또는 간단히 호카(HOKA)는 운동화를 중점으로 한 스포츠 의류 회사이다. 본래는 2009년 프랑스 안시에서 설립되었으나 2013년 미국의 데커스 브랜즈에게 인수되었다.